# مارگارت کلی (شناگر)
مارگارت کلی (به انگلیسی: Margaret Kelly) (زادهٔ ۲۲ سپتامبر ۱۹۵۶) شناگر اهل بریتانیا است.